# Erdbeben auf der Schwäbischen Alb 1978
Das Erdbeben auf der Schwäbischen Alb erschütterte am Sonntag, den 3. September 1978 um 06:08 Uhr (MEZ) die westliche Schwäbische Alb mit Erdstößen bis zu einer Magnitude MS=5,7. Das Epizentrum des Bebens lag 2,5 km östlich von Albstadt, das Hypozentrum – der eigentliche Erdbebenherd – in etwa 6,5 km Tiefe. Die Dauer lag bei 10–20 Sekunden, je nach Standort. Auf der Mercalliskala wird die Intensität des Bebens in den am stärksten betroffenen Orten Tailfingen und Onstmettingen mit den Werten 7–8 angegeben. Die Erschütterungen waren im Umkreis von 400 km zu spüren. Das Erdbeben gilt nach demjenigen von Roermond am 13. April 1992 als das stärkste in Deutschland der letzten Jahrzehnte.

## Geologischer Hintergrund
Erdbeben im heutigen Südwestdeutschland kommen seit Jahrmillionen durch die Verschiebung der afrikanischen gegenüber der eurasischen Kontinentalplatte zustande. Vor etwa 50 Mio. Jahren bildete sich der Oberrheingraben, der den Schwarzwald von den Vogesen trennte. Vor 15 Mio. Jahren entstand durch den Druck der Auffaltung der Alpen eine punktuelle Verwerfung im südwestlichen Teil der Schwäbischen Alb, der Hohenzollerngraben mit einer Länge von 30 km und einer Breite von 1,5 km. Weitere Erdbeben in jüngerer Zeit hatte es auf der Schwäbischen Alb in den Jahren 1911, mit einer Magnitude von 6,1 und Dutzenden von Verletzten, sowie 1943 gegeben.

## Auswirkungen
In Albstadt wurden rund 8500 Gebäude beschädigt und mussten zum Teil von den Bewohnern geräumt werden. In den benachbarten Gemeinden wurden rund 3000 weitere Gebäude beschädigt. Weitere Schäden gab es in den übrigen Gemeinden des Zollernalbkreises sowie in Randgemeinden der Landkreise Reutlingen und Tübingen. Auch die Burg Hohenzollern wurde schwer beschädigt. Einige Türmchen stürzten ein und Ritterfiguren fielen um. Der Sachschaden an Gebäuden betrug nach Schätzung der Münchner Rück-Versicherung insgesamt etwa 275 Mio. DM. Möglicherweise hätte es eine größere Zahl von Verletzten oder auch Tote gegeben, wenn das Beben zu einem Zeitpunkt passiert wäre, in dem mehr Menschen auf den Straßen unterwegs gewesen wären.

## Trivia
Auf dem „Erdbebensofa“ im Museum Universum Bremen wird das Erdbeben simuliert.